# Důvěrník Státní bezpečnosti
Důvěrník Státní bezpečnosti, zkráceně Důvěrník StB, je jedna z kategorií, vyskytujících se v registrech StB. 
Kategorie operativního spisu „důvěrník“ není podle nálezu Ústavního soudu České a Slovenské Federativní Republiky, sp. zn. Pl. ÚS 1/92, kategorií „vědomé spolupráce ve smyslu zákona č. 451/1991 Sb. (tzv. velký lustrační zákon)“.
Svazek důvěrníka nebo spis důvěrníka je spis vedený Státní bezpečností, ve kterém se shromažďovaly informace, které pomáhaly plnit prověrkové, pomocné a orientační úkoly státněbezpečnostní povahy v souvislosti s odhalováním nebo objasňováním protistátní činnosti.
Svazek důvěrníka nespadá do kategorie svazků tajných spolupracovníků. 
Osoba zapsaná v kategorii důvěrník o této skutečnosti nemusela vědět.